# Boeing Yellowstone Projekt

Passagierkapazität von existierenden und zukünftigen Boeing-Verkehrsflugzeugen

Das Projekt Yellowstone des US-amerikanischen Flugzeugherstellers Boeing zielte in den 2000er Jahren darauf ab, die Produktpalette der Zivilflugzeuge 737 bis 767 längerfristig durch technologisch fortgeschrittene Flugzeuge zu ersetzen. 
Neue Technologien beinhalten eine Flugzeugzelle aus Verbundwerkstoffen, den Ersatz hydraulischer durch elektronische Systeme, sowie verbrauchsgünstigere Mantelstromtriebwerke (wie beispielsweise das Pratt & Whitney PW1000G-Triebwerk, General Electric GEnx, das CFM International LEAP56, sowie Rolls-Royce Trent 1000). Der Ausdruck „Yellowstone“ bezieht sich allgemein auf die Verfahrenstechniken, während sich „Y1“ bis „Y3“ auf das jeweilige Flugzeug beziehen.
Yellowstone war in drei Teilprojekte gegliedert:
- Die Boeing Y1 sollte die Boeing-737NG-Produktlinie ersetzen, diese wurde aber durch Anbau größerer Triebwerke als Boeing 737 MAX fortgesetzt.[1] Es soll den Markt der Flugzeuge mit 100 bis 200 Sitzen abdecken und im Fall der Einführung gegen die Bombardier CSeries, die Embraer-E-Jets-Flugzeugfamilie, sowie die geplante Airbus-NSR-Familie bzw. die 320er-Reihe konkurrieren. Ob es als zweites Flugzeug des Yellowstone-Projektes entwickelt wird, sollte Anfang 2011 entschieden werden.[2] Die Boeing 717 wurde 2006 eingestellt.
- Die Boeing Y2 wurde zur Boeing 787 um die Boeing 767 sowie die 777-200 ersetzen.[3] Ursprünglich berief sich Y2 auf den Sonic Cruiser.[4] Seit 2011 ist die  Boeing 787 im Dienst und deckt den Markt der Flugzeuge mit 220 bis 320 Passagieren ab, womit es mit dem Airbus A330, A340 und der neueren A350-Familie konkurriert.
- Die Boeing Y3 sollte die 777-300 und die 747-Produktlinie ersetzen und den Markt mit 300 bis 500 Passagieren bedienen. Weiterhin wird davon ausgegangen, dass es als letztes Flugzeug des Yellowstone Projekts entwickelt wird und neben dem vierstrahligen Airbus A380 auch gegen die größte Ausführung der zweistrahligen A350-Familie, der A350-1000, konkurriert. Auch wenn die Boeing 747-8 als Teil des Y3-Programms verstanden werden kann so handelt es sich hierbei doch um eine Verbesserung der existierenden Jumbo-Reihe. Im Juni 2010 wurde berichtet, dass Emirates als großer Betreiber der 777 mit Boeing in Gesprächen über eine Neuentwicklung als deren Ersatz stand.[5]